# آرژانتین در المپیک تابستانی ۱۹۶۴
آرژانتین در بازی‌های المپیک تابستانی ۱۹۶۴ که در شهر توکیو برگزار شد، کاروان آرژانتین با ۱۰۲ ورزشکار در این رقابت‌ها شرکت کرد و موفق به کسب ۱ مدال (۰ طلا، ۱ نقره، ۰ برنز) شد. در جدول رتبه‌بندی توزیع مدال‌ها، آرژانتین در ردهٔ ۳۰ مسابقات قرار گرفت.